# Lutjanus viridis
Lutjanus viridis conhecido por pargo azul-dorado em Língua castelhana -   é uma espécie de peixe nativa do Oceano Pacífico entre o México e Equador.